# Вуарон
Вуарон (фр. Voiron) — коммуна во Франции, входит в состав округа Гренобля, департамента Изера, региона Рона — Альпы. Главный город кантона Вуарон..
Код INSEE коммуны — 38563.
Населённый пункт находится на высоте от 222 до 846 метров над уровнем моря. Муниципалитет расположен на расстоянии в 460 км к юго-востоку от Парижа, 75 км к юго-востоку от Лиона, 23 км к северо-западу от Гренобля. Мэр коммуны — Ревиль, Ролан, политическая принадлежность — союз Социалистической партии, Французской коммунистической партии и Зелёных, мандат действует на протяжении 2008—2014 гг.
Коммуна Вуарон известна также производством ликёра шартрез, который с 1989 года изготавливают монахи картезианского ордена в винных погребах монастыря Гранд-Шартрёз.

## Население
Население коммуны на 2007 год составляло 20689 человек.
Динамика населения (INSEE):

## Профсоюзное движение
Наравне с Лионом и Парижем, Вуарон считается местом рождения христианского профсоюзного движения. В 1906 году город, являющийся одним из центром тогдашней текстильной промышленности, после многократных сокращений заработной платы охватывает всеобщая забастовка текстильщиков, организованная профсоюзами, объединенными французской Всеобщей конфедерацией труда. В ответ на яростные выступления бастующих и тезисы революционного синдикализма, по инициативе Сесиль Понсе, происходящей из буржуазных слоев Гренобля и связанной с различными христианско-социалистическими кругами, в том числе Лиона, создается Свободный профессиональный союз ткачих Вуарона (женский профсоюз), опирающийся на основы общественной церковной морали. В 1936 году Свободный профсоюз ткачих Вуарона объединяется с мужскими профсоюзами Изера.

## Города-побратимы
- Херфорд, Германия (1966)
- Шибеник, Хорватия (1971)
- Бассано-дель-Граппа, Италия (1985)
- Дройтуич-Спа, Великобритания (2010)